# Ken Ishii

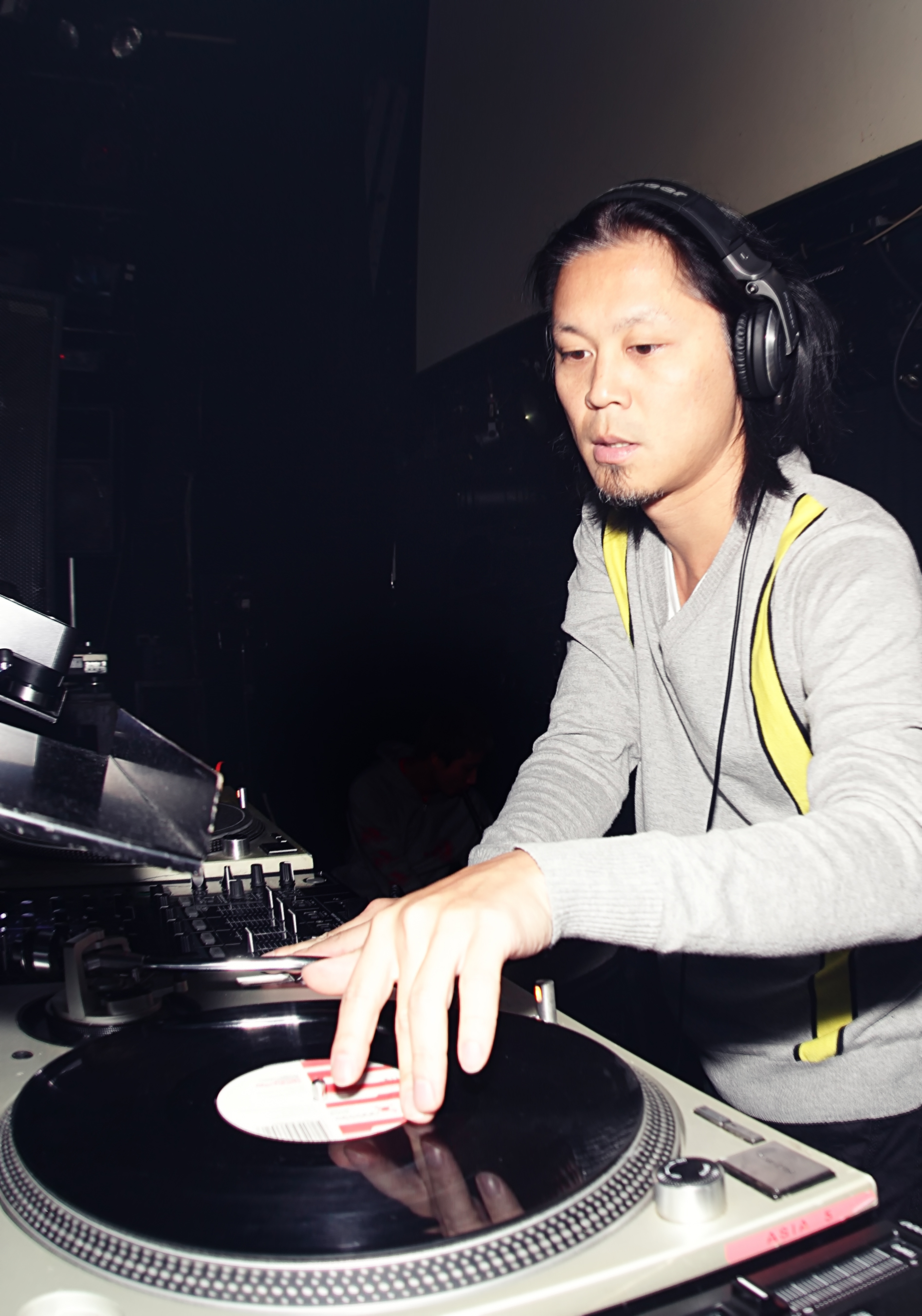
Ken Ishii in 2010

Ken Ishii (ケンイシイ, Ishii, Ken) (Sapporo, 12 mei 1970) is een Japanse techno-dj en producer, en is woonachtig in Tokio. Hij is ook bekend onder de pseudoniemen Rising Sun, Flare, FLR, UTU en Yoga.

## Levensloop
Ishii maakte in 1992 zijn debuut als dj nadat Belgisch platenlabel R&S Records hem ontdekt had en hem onmiddellijk een platencontract aanbood. In 1993 kwam zijn debuut-dubbelalbum Garden on the Palm op vinyl uit. Twee jaar later, in 1995, kwam Ishii's single Extra op de markt. De videoclip van deze plaat was geregisseerd door de bekende Japanner Koji Morimoto, die, samen met Katsuhiro Otomo, de animehit Akira op zijn naam heeft staan. Later werd de videoclip door muziekzender MTV verkozen tot beste "Dance Music Video of the Year".
In 1998 schreef en produceert Ishii het nummer Fire in White, speciaal voor de Olympische Winterspelen van 1998 in Nagano, Japan. Een jaar hiervoor, in 1997 bracht hij nog een track uit dat werd gebruikt als campagnelied, Circular Motion genaamd. De song werd gebruikt tijdens de opening voor een nieuw te openen Takashimaya grootwarenhuis in Shinjuku. Een ander Ken Ishii-lied, "Drummelter", werd als theme song gebruikt bij de Indy 500/Le Mans uitzending op TV Asahi Network. In datzelfde jaar maakte hij ook zijn eerste live-tour door de VS.
Voor de Japanse film Whiteout maakte hij het lied Iceblink. Dit nam hij op met de dancegroep Inner City. Hij werd hiervoor genomineerd, voor een "Japan Academy Award for Best Film Music Producer".
Op vrijdag 20 oktober 2006 gaf Ken Ishii samen met vj Kaoru Yamamoto een optreden weg in het Van Gogh Museum in Amsterdam.
In 2011 werkte hij samen met de Britse Dave Angel aan de track Type E, voor diens album Frame By Frame. Hij maakte in 2019 samen met de Amerikaanse producer Jeff Mills de plaat Take No Prisoners.
In 2019 lanceerde hij het Vinyl-album Mobiüs Trip.
In 2022 bracht hij samen met Hiroyuki Arakawa de album White And Black uit, Deze Album is op 21, December 2022 te downloaden op Bandcamp. Later kwam de CD Album ook uit.
In 2023 maakte hij als Techno Componist de muziek van de Anime Yakitori: Soldiers Of Misfortune deze film is online te kijken op Netflix

## Wetenswaardigheden
- Ishii heeft een eigen platenlabel genaamd 70 Drums, dat hij in 2002 had opgericht.
- Ishii heeft vele prijzen gewonnen, waaronder een prijs voor "Beste Techno-dj" op Ibiza.